# 千歳町 (名古屋市)
千歳町（ちとせまち）は、名古屋市西区の地名。

## 歴史
- 1878年（明治11年）12月28日 - 広井村の一部により、名古屋区千歳町として成立[2]。
- 1889年（明治22年）10月1日 - 名古屋市成立に伴い、同市千歳町となる[2]。
- 1901年（明治34年）4月17日 - 下名古屋の一部を編入する[2]。
- 1908年（明治41年）4月1日 - 西区成立に伴い、同区千歳町となる[2]。
- 1981年（昭和56年）8月23日 - 新道二丁目・菊井二丁目・那古野二丁目にそれぞれ編入され消滅[2]。

### 字一覧
1932年（昭和7年）愛知県教育会発行『明治十五年愛知県郡町村字名調』による名古屋区千歳町の字。
- 東白山（びがしはくさん）[3]
- 万松寺領（ばんしょうじりょう）[3]
- 白林寺領（はくりんじりょう）[3]
- 南（みなみ）ノ筋（すじ）[3]
- 中（なか）ノ筋（すじ）[3]
- 北（きた）ノ筋（すじ）[3]